# Усть-Луга
Усть-Луга або Лауґасу (водськ. і ест. Laugasuu, фін. Laukaansuu, рос. Усть-Луга) — селище в Кінгісеппському районі Ленінградської області Російської Федерації.
Населення становить 2273 особи. Належить до муніципального утворення Усть-Лузьке сільське поселення.

## Історія
Згідно із законом від 28 жовтня 2004 року № 81-оз, належить до муніципального утворення Усть-Лужське сільське поселення.
21 січня 2024 року зазнав нічної атаки морський термінал в Усть-Лузі. По цілі влучно відпрацювали безпілотники СБУ — ураження були точними, почалася масштабна пожежа, у ході якої відбулася евакуація співробітників. Нафтовий термінал «Усть-Луга Ойл» є важливим об'єктом для росіян, де переробляється паливо, яке, зокрема, постачається і для російських військових. Успішна атака на такий термінал завдала не лише економічних збитків, позбавляючи окупантів можливості заробляти кошти на веденні війни в Україні, але й значно ускладнила логістику палива для російської армії.

## Населення
| 2007 | 2010  | 2017  |
| ---- | ----- | ----- |
| 2173 | ↗2365 | ↘2273 |